# Can Roure (Llagostera)
Can Roure és un jaciment arqueològic de Llagostera (Gironès), inclòs a l'Inventari del Patrimoni Arqueològic i Paleontològic de Catalunya.
Està situat als camps al sud-oest del Restaurant Can Roure, molt a prop dels de Can Nadal i Can Font, situats en la zona de pas de la plana de Llagostera i la Costa Brava pel corredor del Ridaura. Fou descobert i prospectat per Néstor Sánchez.

## Troballes
Se n'han recollit molt poques peces, de les quals destaquen dos raspadors carenats. Aquests podrien atribuir-se a la fase cultural Aurinyacià del Paleolític superior. Les dispersions de materials són possibles donada la distància amb altres jaciments del municipi.